# Podocarpus decipiens
Podocarpus decipiens — дерево з родини хвойних Podocarpaceae. Місцевий ареал цього виду – Фіджі (Віті Леву).